# 2020年夏季奧林匹克運動會鐵人三項比賽
2020年夏季奧林匹克運動會鐵人三項比賽，是因2019冠狀病毒病疫情而延期至2021年舉行的第32屆夏季奧林匹克運動會的其中一個比賽項目，於2021年7月26日至31日在御台場海濱公園進行。此次比賽共設3個小項，包括男子個人、女子個人以及該屆奧運新設立的混合接力。共計劃分配110個參賽名額。

## 比賽項目
2017年6月，国际奥委会公布了该届奥运各大项的具体设项调整，其中铁人三项项目新增混合接力小项。以下是铁人三项项目的具体设项：
- 男子个人
- 女子个人
- 混合接力

## 参赛资格
在个人项目上，如果一个国家/地区奥委会在一个性别上有至少三名选手位列个人奥运资格排名前30名，则该国家/地区奥委会最多可于该项目派出三名选手参赛，否则最多只能在同一小项上派出两名选手参赛。在混合接力项目上，每个国家/地区奥委会最多可派出一队共两名男选手和两名女选手参赛。接力项目参赛者必须是同时获得个人项目资格的选手（无论后来放弃与否）。入选代表团的运动员必须符合奥林匹克宪章以及世界铁人三项的相关规定。
| 资格来源                                                     | 出線資格             | 出線名額                          | 男子个人 | 女子个人 | 混合接力                                                                 | 備註 |
| ------------------------------------------------------------ | -------------------- | --------------------------------- | --- | --- | ------------------------------------------------------------------------ | --- |
| 主办国 · 2013年9月7日 · 阿根廷布宜诺斯艾利斯                 | 不適用               | 2个男子参赛名额 2个女子参赛名额   | 日本（2） | 日本（2） | 日本                                                                     | 如果主办国日本无法派出足够的合资格选手参赛，空出的名额会重新分配到个人奥运资格排名。 |
| 混合接力奥运资格排名 2021年5月1日[a]                         | 前7名                | 14个男子参赛名额 14个女子参赛名额 | 法国（2） · （2） · 美国（2） · 英国（2） · 新西兰（2） · 德国（2） · 荷兰（2） | 法国（2） · （2） · 美国（2） · 英国（2） · 新西兰（2） · 德国（2） · 荷兰（2） | 法国 · 美国 · 英国 · 新西兰 · 德国 · 荷兰                                | 通过该途径获得席位的国家/地区奥委会在获得混合接力的资格的同时，自动获得两个男子个人席位和两个女子个人席位。 如果获得席位的国家/地区奥委会放弃席位，空出的席位会按名次递补。 |
| 铁人三项混合接力奥运资格赛 · 2021年5月21日[a] · 葡萄牙里斯本 | 前3名                | 6个男子参赛名额 6个女子参赛名额   | 比利时（2） · 意大利（2） · 瑞士（2） | 比利时（2） · 意大利（2） · 瑞士（2） | 比利时 · 意大利 · 瑞士                                                   | 通过该途径获得席位的国家/地区奥委会在获得混合接力的资格的同时，自动获得两个男子个人席位和两个女子个人席位。 如果获得席位的国家/地区奥委会放弃席位，空出的席位会按名次递补。 如果该资格赛未举办，则该资格赛原定分配的席位会重新分配至混合接力奥运资格排名。 |
| 个人奥运资格排名 2021年6月14日[a]                            | 前26名               | 25个男子参赛名额 26个女子参赛名额 | 西班牙 · 挪威 · 西班牙 · 南非 · 加拿大 · 挪威 · 匈牙利 · 南非 · 法国 · 西班牙 · 奥地利 · 挪威 · 葡萄牙 · 葡萄牙 · 墨西哥 · 丹麦 · 巴西 · 以色列 · 加拿大 · 墨西哥 · 阿塞拜疆 · 奥地利 · 俄罗斯奥林匹克委员会 · 以色列 · 匈牙利 | 英国 · 美国 · 奥地利 · 捷克 · 百慕大 · 加拿大 · 西班牙 · 意大利 · 巴西 · 奥地利 · 挪威 · 巴西 · 乌克兰 · 西班牙 · 葡萄牙 · 俄罗斯奥林匹克委员会 · 墨西哥 · 匈牙利 · 爱沙尼亚 · 南非 · 匈牙利 · 智利 · 墨西哥 · 捷克 · 厄瓜多尔 | 奥地利 · 加拿大 · 匈牙利 · 墨西哥 · 俄罗斯奥林匹克委员会 · 南非 · 西班牙 | 如果一个国家/地区奥委会先前已经获得混合接力的资格，则该国家/地区奥委会奥运排名最高的两名男选手和两名女选手无法通过该途径争取席位。 如果获得席位的国家/地区奥委会放弃席位，空出的席位会按名次递补。 任何未通过混合接力排名及混合接力资格赛获得任何资格的队伍只要凑够2个男子个人及2个女子个人名额，均可获得混合接力项目的参赛资格。                                                       |
| 世界排名 2021年6月14日[a]                                    | 排名最高非洲区选手   | 1个男子参赛名额 1个女子参赛名额   | 摩洛哥 | 埃及 | 奥地利 · 加拿大 · 匈牙利 · 墨西哥 · 俄罗斯奥林匹克委员会 · 南非 · 西班牙 | 国际铁人三项联盟依据世界排名分配席位时，会确保五大洲区各有一名选手获得对应小项的资格。 如果获得席位的国家/地区奥委会放弃席位，空出的席位会按名次递补分配给同一大洲的国家/地区奥委会。 如果某一大洲无合资格选手，空出的席位会重新分配到个人奥运资格排名。 任何未通过混合接力排名及混合接力资格赛获得任何资格的队伍只要凑够2个男子个人及2个女子个人名额，均可获得混合接力项目的参赛资格。 |
| 世界排名 2021年6月14日[a]                                    | 排名最高美洲区选手   | 1个男子参赛名额 1个女子参赛名额   | 智利 | 阿根廷 | 奥地利 · 加拿大 · 匈牙利 · 墨西哥 · 俄罗斯奥林匹克委员会 · 南非 · 西班牙 | 国际铁人三项联盟依据世界排名分配席位时，会确保五大洲区各有一名选手获得对应小项的资格。 如果获得席位的国家/地区奥委会放弃席位，空出的席位会按名次递补分配给同一大洲的国家/地区奥委会。 如果某一大洲无合资格选手，空出的席位会重新分配到个人奥运资格排名。 任何未通过混合接力排名及混合接力资格赛获得任何资格的队伍只要凑够2个男子个人及2个女子个人名额，均可获得混合接力项目的参赛资格。 |
| 世界排名 2021年6月14日[a]                                    | 排名最高亚洲区选手   | 1个男子参赛名额 1个女子参赛名额   | 中国香港 | 中国 | 奥地利 · 加拿大 · 匈牙利 · 墨西哥 · 俄罗斯奥林匹克委员会 · 南非 · 西班牙 | 国际铁人三项联盟依据世界排名分配席位时，会确保五大洲区各有一名选手获得对应小项的资格。 如果获得席位的国家/地区奥委会放弃席位，空出的席位会按名次递补分配给同一大洲的国家/地区奥委会。 如果某一大洲无合资格选手，空出的席位会重新分配到个人奥运资格排名。 任何未通过混合接力排名及混合接力资格赛获得任何资格的队伍只要凑够2个男子个人及2个女子个人名额，均可获得混合接力项目的参赛资格。 |
| 世界排名 2021年6月14日[a]                                    | 排名最高欧洲区选手   | 1个男子参赛名额 1个女子参赛名额   | 罗马尼亚 | 爱尔兰 | 奥地利 · 加拿大 · 匈牙利 · 墨西哥 · 俄罗斯奥林匹克委员会 · 南非 · 西班牙 | 国际铁人三项联盟依据世界排名分配席位时，会确保五大洲区各有一名选手获得对应小项的资格。 如果获得席位的国家/地区奥委会放弃席位，空出的席位会按名次递补分配给同一大洲的国家/地区奥委会。 如果某一大洲无合资格选手，空出的席位会重新分配到个人奥运资格排名。 任何未通过混合接力排名及混合接力资格赛获得任何资格的队伍只要凑够2个男子个人及2个女子个人名额，均可获得混合接力项目的参赛资格。 |
| 世界排名 2021年6月14日[a]                                    | 排名最高大洋洲区选手 | 0个男子参赛名额 0个女子参赛名额   | — | — | 奥地利 · 加拿大 · 匈牙利 · 墨西哥 · 俄罗斯奥林匹克委员会 · 南非 · 西班牙 | 国际铁人三项联盟依据世界排名分配席位时，会确保五大洲区各有一名选手获得对应小项的资格。 如果获得席位的国家/地区奥委会放弃席位，空出的席位会按名次递补分配给同一大洲的国家/地区奥委会。 如果某一大洲无合资格选手，空出的席位会重新分配到个人奥运资格排名。 任何未通过混合接力排名及混合接力资格赛获得任何资格的队伍只要凑够2个男子个人及2个女子个人名额，均可获得混合接力项目的参赛资格。 |
| 外卡                                                         | 不適用               | 1个男子参赛名额 0个女子参赛名额   | 叙利亚 | — | 奥地利 · 加拿大 · 匈牙利 · 墨西哥 · 俄罗斯奥林匹克委员会 · 南非 · 西班牙 | 各国家/地区奥委会须在2020年1月15日前提交提名名单。 空出的名额会重新分配到个人奥运资格排名。 |
| 重新分配席位                                                 | 不適用               | 3个男子参赛名额 3个女子参赛名额   | 卢森堡 · 爱尔兰 · 俄罗斯奥林匹克委员会 | 俄罗斯奥林匹克委员会 · 加拿大 · 南非 | 奥地利 · 加拿大 · 匈牙利 · 墨西哥 · 俄罗斯奥林匹克委员会 · 南非 · 西班牙 | 任何未通过混合接力排名及混合接力资格赛获得任何资格的队伍只要凑够2个男子个人及2个女子个人名额，均可获得混合接力项目的参赛资格。 |
| 總數                                                         |                      |                                   | 55 | 55 | 18                                                                       | |

- a  受2019冠状病毒病疫情影响，各项奥运积分赛，包括2020年铁人三项混合接力奥运资格赛均被推迟。个人排名、混合接力排名的截止时间也被推迟至2021年。[4]

## 比赛形式
铁人三项的三个小项均只设决赛，不设预赛。个人小项中，每名选手依次序连续完成游泳1.5公里、自行车40公里及跑步10公里三部分。混合接力小项中，每队由两名男选手和两名女选手组成，每名成员须以接力的形式完成游泳300米、自行车8公里及跑步2公里。

## 赛程
铁人三项各小项开赛时间最初被定为上午10时，后来考虑到东京夏季的高温天气，主办方和国际铁人三项联盟数次调整开赛时间，最终男子个人和女子个人的开赛时间被调整为6时30分，混合接力开赛时间则调整为7时30分。以下是铁人三项项目的具体赛程安排，其中女子个人项目因雨天推迟15分钟开赛：
| 日期          | 时间 | 项目     |
| ------------- | ---- | -------- |
| 2021年7月26日 | 6:30 | 男子个人 |
| 2021年7月27日 | 6:45 | 女子个人 |
| 2021年7月31日 | 7:30 | 混合接力 |

## 參賽代表團
以下是获得参赛资格的代表团名单（含因唯一选手未能通过药检而未能上场的乌克兰队）：
- 阿根廷（1）
- （6）
- 奥地利（4）
- 阿塞拜疆（1）
- 比利时（4）
- 百慕大（1）
- 巴西（3）
- 加拿大（5）
- 智利（2）
- 中国（1）
- 捷克（2）
- 埃及（1）
- 爱沙尼亚（1）
- 厄瓜多尔（1）
- 法国（5）
- 德国（4）
- 英国（5）
- 匈牙利（4）
- 中国香港（1）
- 爱尔兰（2）
- 以色列（2）
- 意大利（5）
- 日本（4）
- 卢森堡（1）
- 摩洛哥（1）
- 墨西哥（4）
- 荷兰（4）
- 挪威（4）
- 新西兰（4）
- 葡萄牙（3）
- 俄罗斯奥林匹克委员会（4）
- 罗马尼亚（1）
- 西班牙（5）
- 南非（3）
- 瑞士（4）
- 叙利亚（1）
- 乌克兰（1）
- 美国（5）

## 獎牌榜
| 排名                     | 国家 / 地区              | 金牌 | 銀牌 | 銅牌 | 总计 |
| ------------------------ | ------------------------ | ---- | ---- | ---- | ---- |
| 1                        | 英国（GBR）              | 1    | 2    | 0    | 3    |
| 2                        | 百慕大（BER）            | 1    | 0    | 0    | 1    |
| 2                        | 挪威（NOR）              | 1    | 0    | 0    | 1    |
| 4                        | 美国（USA）              | 0    | 1    | 1    | 2    |
| 5                        | 法国（FRA）              | 0    | 0    | 1    | 1    |
| 5                        | 新西兰（NZL）            | 0    | 0    | 1    | 1    |
| 总计（共6个国家 / 地区） | 总计（共6个国家 / 地区） | 3    | 3    | 3    | 9    |

## 獎牌得主
| 项目              | 金牌                                                                    | 金牌    | 银牌                                                                  | 银牌    | 铜牌                                                                          | 铜牌    |
| 男子個人 （詳細） | 克里斯蒂安·布卢门菲尔特 · 挪威（NOR）                                   | 1:45:04 | 余力生 · 英国（GBR）                                                  | 1:45:15 | 海登·怀尔德 · 新西兰（NZL）                                                   | 1:45:24 |
| 女子個人 （詳細） | 弗洛拉·達菲 · 百慕大（BER）                                             | 1:55:36 | 乔治娅·泰勒-布朗 · 英国（GBR）                                        | 1:56:50 | 凯蒂·扎费雷斯 · 美国（USA）                                                   | 1:57:03 |
| 混合接力 （詳細） | 英国（GBR） · 杰丝·利尔蒙思 · 乔纳森·布朗利 · 乔治娅·泰勒-布朗 · 余力生 | 1:23:41 | 美国（USA） · 凯蒂·扎费雷斯 · 凯文·麦克道尔 · 泰勒·尼布 · 摩根·皮尔逊 | 1:23:55 | 法国（FRA） · 莱奥妮·佩里奥 · 多里安·科南克斯 · 卡桑德尔·博格朗 · 樊尚·路易斯 | 1:24:04 |

## 外部連結
- (PDF). （原始内容 (PDF)存档于2021-10-09）.